# Kristi Angus
Kristi Angus (Kelowna, Columbia Británica, 21 de agosto de 1971) es una actriz canadiense que ha aparecido como invitada en algunos episodios de series de televisión como The Twilight Zone, Earth: Final Conflict, Total Recall 2070 o Instant Star. Angus también ha sido actriz secundaria en largometrajes como Jason X y White Chicks y también apareció en la serie de televisión KidZone como ella misma en 2000.
Angus ha aparecido también en varias campañas publicitarias, incluyendo anuncios para las barritas de caramelo Mars y para los chicles Orbit. Ha ganado popularidad por su interpretación de la novia enfadada en el anuncio cómico de Orbit para dientes fuertes, en el cual ella destruye la propiedad de su novio con sus dientes. 
Angus participa en las comedias Face Full of Theatre y The Chesterfields apareciendo en muchos proyectos, incluyendo Sketch With Kevin MacDonald y The Flaws of Attraction.
Angus apareció en las películas para televisión When Love Is Not Enough: The Lois Wilson Story y Harriet the Spy en 2010. Angus recientemente ha aparecido como estrella invitada en las series Mayday, Living in Your Car, Lost Girl, Warehouse 13 de Syfy, la serie cómica Good Dog, Really Me y King. Aparecerá en la segunda temporada de XIII: The Series como Mischa Martin.

## Filmografía
Películas, películas de televisión y series de televisión:
- The Commish (episodio "Adventures in the Skin Trade: Parte 1 & 2") (1992) (serie de TV) como Lisa McKellar
- Strange Luck (episodio "Blinded by the Son") (1996) (serie de TV) como conserje
- Millennium (episodio "Force Majeure") (1997) (serie de TV) como Lauren/Carlin
- Deep in the City (episodio "Town Without Pity") (1999) (serie de TV) como mujer en el bar
- Total Recall 2070 (episodio "Paranoid") (1999) (serie de TV) como portavoz
- Relic Hunter (episodio "Diamond in the Rough") (1999) (serie de TV) como Bambi
- Jonovision (1999) (serie de TV) como varios personajes
- Earth: Final Conflict (episodio "Defectors") (1999) (serie de TV) como controladora
- KidZone (2000) (serie de TV) como ella misma
- Jill Rips (2000) como Frances
- Code Name Phoenix (2000) como Susan
- A Tale of Two Bunnies (2000) como Denise Smith
- Who Killed Atlanta's Children? (2000) como Deputy Registrar
- Earth: Final Conflict (episodio "First Breath") (2000) (serie de TV) como Taelon
- The Zack Files (episodio "Photo Double") (2001) (serie de TV) como Kelly
- Laughter on the 23rd Floor (2001) como Darlene Drew
- The Safety of Objects (2001) como empleada de Z-100
- Harvard Manː juego peligroso (2001) como camarera
- Jason X (2001) como Adrienne
- One for the Money (2002) como mujer sexy
- Tracker (episodio "Native Son") (2002) (serie de TV) como clienta
- Doc (episodio "My Secret Identity) (2002) (serie de TV) como Trudy
- Body & Soul (episodio "Letting Go") (2002) (serie de TV) como Naomi
- A Screwball Homicide (piloto no emitido) (2003) como Riley
- Andrómeda (episodio "The Right Horse") (2003) (serie de TV) como la teniente Lyra
- The Twilight Zone (episodio "The Monsters Are on Maple Street") (2003) (serie de TV) como Holly
- Connie and Carla (2004) como mujer en la muchedumbre
- White Chicks (2004) como chica en silla de ruedas
- The Mountain (episodio "Great Expectations") (2005) (serie de TV) como mujer del yoga
- The Long Weekend (2005) como mujer atractiva #2
- Edison (2005) como guía del tour (no acreditada)
- Three Moons Over Milford (piloto no emitido) (2006) (serie de TV) como exesposa
- Sketch with Kevin McDonald (2006) como varios personajes (como Face Full of Theatre)
- The Pink Panther (2006) como mujer misteriosa
- Kraken: Tentacles of the Deep (2006) como Jenny
- Mayday (episodio "Fog of War") (2007) (serie de TV) como la sargento técnica Kelly
- ReGenesis (episodio "Hep Burn and Melinkov") (2008) (serie de TV) como Megan
- Instant Star (episodio "Your Time Is Gonna Come") (2008) (serie de TV) como Cassandra
- Harriet the Spy: Blog Wars (2010) como Tiffany St. John
- Mayday (episodio "Beach Crash") (2010) (serie de TV) como Capitán Michele Marks
- When Love Is Not Enough: The Lois Wilson Story (2010) como Anne Bingham
- Living in Your Car (episodio "Chapter Three") (2010) (serie de TV) como Sandy, la secretaria de Neil
- Lost Girl (episodio "ArachnoFaebia") (2010) (serie de TV) como Cheryl
- Warehouse 13 (episodio "Secret Santa") (2010) (serie de TV) como Lila
- Good Dog (episodio "The Hockey Player's Wife") (2011) (serie de TV) como Anita
- Triple A (2011) como Doris
- Almost Heroes (episodio "Terry and Peter vs. Girls") (2011) (serie de TV) como Mujer Caliente
- Really Me (episodio "Jealous of My Relish") (2011) (serie de TV) como Cindi Cornsack
- Suits (episodio "Inside Track") (2011) (serie de TV) como Conserje
- King (episodio "Freddy Boise") (2012) (serie de TV) como Enfermera Trudy
- XIII: The Series (10 episodios) (2012) (serie de TV) como Mischa Martin
- Orphan Black (2013) como Charity
- Between (2016) como técnico de laboratorio S2E6 (un episodio)